# Gammgårdstjärnen
Gammgårdstjärnen är en sjö i Åsele kommun i Lappland och ingår i Lögdeälvens huvudavrinningsområde. Sjön har en area på 0,0637 kvadratkilometer och ligger 270,9 meter över havet.

## Delavrinningsområde
Gammgårdstjärnen ingår i det delavrinningsområde (712185-162148) som SMHI kallar för Ovan Kroknorsbäcken. Medelhöjden är 349 meter över havet och ytan är 34,61 kvadratkilometer. Räknas de 58 avrinningsområdena uppströms in blir den ackumulerade arean 596,81 kvadratkilometer. Avrinningsområdets utflöde Lögdeälven (Lögdån) mynnar i havet. Avrinningsområdet består mestadels av skog (89 procent). Avrinningsområdet har 0,06 kvadratkilometer vattenytor vilket ger det en sjöprocent på 0,2 procent.